# Occidentalia comptulatalis
Occidentalia comptulatalis là một loài bướm đêm trong họ Crambidae.